# Canistro
Canistro község (comune) Olaszország Abruzzo régiójában, L’Aquila megyében.

## Fekvése
A megye délnyugati részén fekszik. Határai: Capistrello, Civitella Roveto, Filettino és Luco dei Marsi.

## Története
Első írásos említése a 12. századból származik a Catalogus baronumból. A következő századokban nemesi birtok volt. A 19. század elején, amikor a Nápolyi Királyságban felszámolták a feudalizmust, Capistrello része lett, majd 1806 és 1854 között Civitella Rovetóhoz tartozott. Ez követően vált önálló községgé.

## Népessége
A népesség számának alakulása:

## Főbb látnivalói
- Santa Maria della Fonticella-templom
- San Sebastiano-templom
- San Giovanni Superiore-templom
- Madonna della Fonticella-templom